# Verkkosaari (ö i Lappland, Kemi-Torneå)
Verkkosaari är en ö i Finland. Den ligger i Bottenviken och i kommunen Simo i den ekonomiska regionen  Kemi-Torneå i landskapet Lappland, i den norra delen av landet. Ön ligger omkring 100 kilometer söder om Rovaniemi och omkring 610 kilometer norr om Helsingfors.
Öns area är 1,6 hektar och dess största längd är 200 meter i öst-västlig riktning.